# Erica curviflora
Erica curviflora är en ljungväxtart som beskrevs av Carl von Linné. Erica curviflora ingår i släktet klockljungssläktet, och familjen ljungväxter.

## Underarter
Arten delas in i följande underarter:
- E. c. burchellii
- E. c. diffusa
- E. c. sulcata
- E. c. sulphurea
- E. c. versatilis

## Bildgalleri

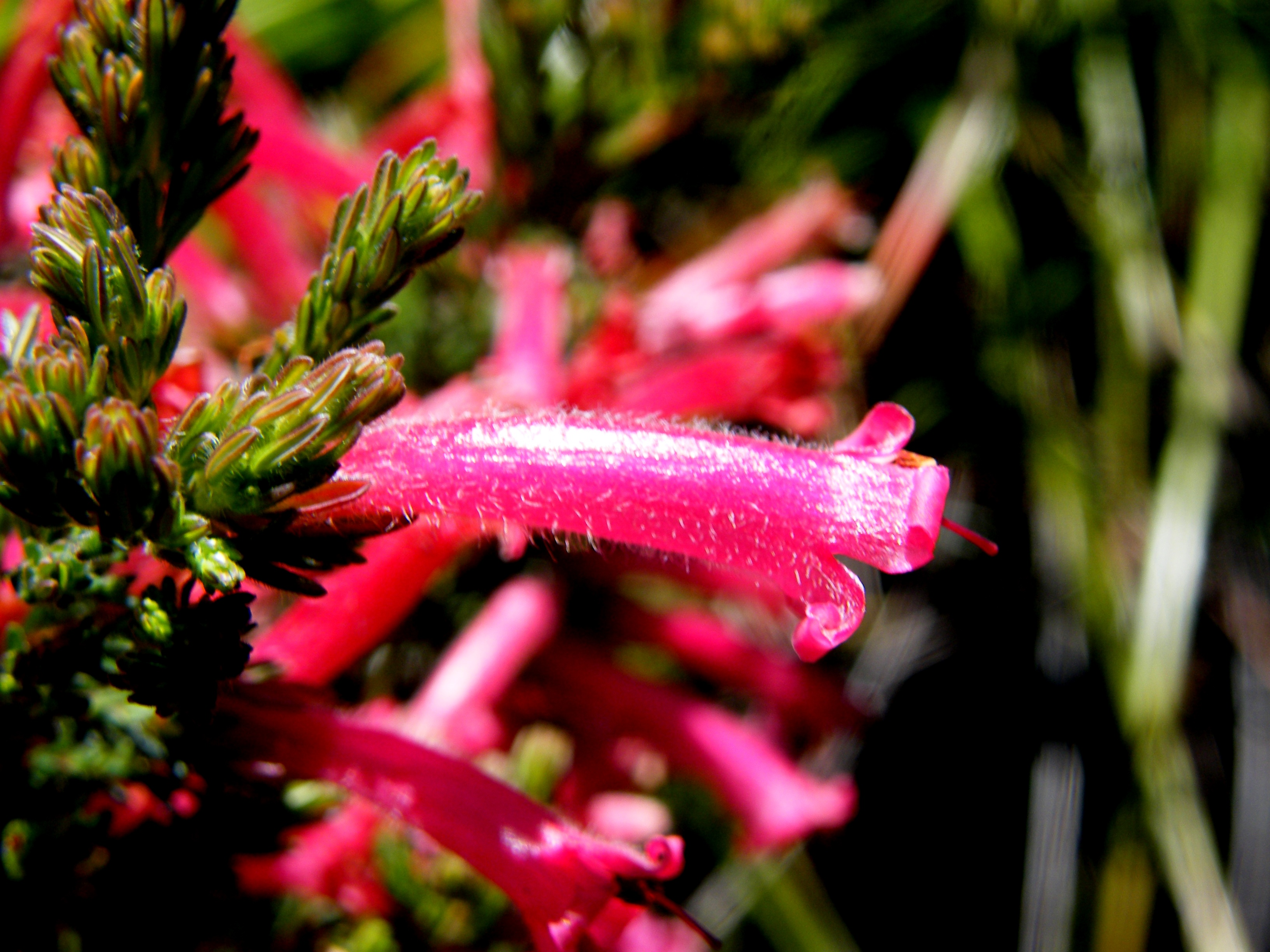